# تپه قاقلستان
تپه قاقلستان مربوط به دوره سلجوقیان است و در شهرستان کرمانشاه، بخش مرکزی، دهستان میان دربند، روستای قاقلستان واقع شده و این اثر در تاریخ ۱۵ دی ۱۳۸۷ با شمارهٔ ثبت ۲۴۱۰۲ به‌عنوان یکی از آثار ملی ایران به ثبت رسیده است.